# Внешние малые острова США

Флаг США, используемый на всех Внешних малых островах

Внешние малые острова США (англ. United States Minor Outlying Islands) включают в себя восемь островных территорий, расположенных в Тихом океане, а также остров Навасса, который находится в Карибском море. Термин появился в 1986 году в связи с распространением на данные территории действия стандарта ISO 3166-1, в котором определяются коды названий стран и подчинённых территорий.
Все внешние малые острова кроме Пальмиры являются неинкорпорированными неорганизованными территориями США, то есть являются владениями, а не частями страны. Атолл Пальмира — инкорпорированная неорганизованная территория, являющаяся частью страны.
На настоящий момент ни на одном острове нет постоянных жителей. В то же время имеется персонал военных и научных объектов, размещаемый на временной основе, по переписи 2000 года было учтено 316 человек.
Остров Навасса является предметом спора с Гаити, а атолл Уэйк — с Маршалловыми островами.
Внешним малым островам ранее был присвоен интернет-домен .um верхнего уровня. В 2007 году, по причине невостребованности, домен был удален.
Код ISO — UM
| Атолл/Остров                                            | Площадь острова км² | Лагуна км² | Координаты                 |
| ------------------------------------------------------- | ------------------- | ---------- | -------------------------- |

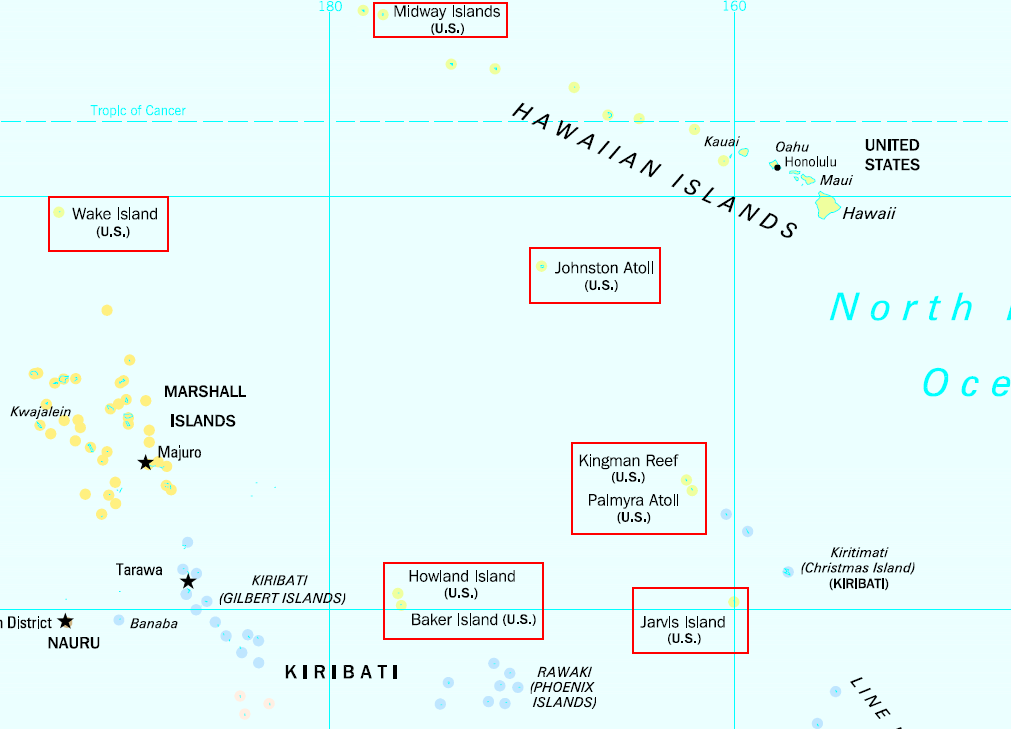
Карта Тихого океана с указанием расположения внешних малых островов США

| Север Тихого океана, разрозненные изолированные острова |                     |            |                            |
| Атолл Уэйк                                              | 7,4                 | 6          | 19°17′ с. ш. 166°36′ в. д. |
| Атолл Джонстон                                          | 2,52                | 130        | 16°45′ с. ш. 169°31′ з. д. |
| Север Тихого океана, северо-западные Гавайские острова  |                     |            |                            |
| Атолл Мидуэй                                            | 6,23                | 40         | 28°13′ с. ш. 177°22′ з. д. |
| Центр Тихого океана, северные Острова Лайн              |                     |            |                            |
| Риф Кингмен                                             | 0,01                | 100        | 6°24′ с. ш. 162°24′ з. д.  |
| Атолл Пальмира                                          | 6,56                | 15         | 5°52′ с. ш. 162°06′ з. д.  |
| Центр Тихого океана, центральные Острова Лайн           |                     |            |                            |
| Остров Джарвис                                          | 4,45                | —          | 0°22′ ю. ш. 160°03′ з. д.  |
| Центр Тихого океана, северные Острова Феникс            |                     |            |                            |
| Остров Бейкер                                           | 1,24                | —          | 0°13′ с. ш. 176°28′ з. д.  |
| Остров Хауленд                                          | 1,62                | —          | 0°48′ с. ш. 176°38′ з. д.  |
| Карибское море                                          |                     |            |                            |
| Остров Навасса                                          | 5,2                 | —          | 18°24′ с. ш. 75°01′ з. д.  |
| Все внешние малые острова (США)                         | 35,23               | 291        |                            |